# Mediolan-San Remo
Mediolan-San Remo, wł. Milano-Sanremo – jeden z najsłynniejszych klasycznych (jednodniowych) wyścigów kolarskich, rozgrywany corocznie w marcu; nazywany niekiedy "wiosennymi mistrzostwami świata", zaliczany do pięciu tzw. monumentów kolarskich, do których należą ponadto wyścigi: Ronde van Vlaanderen, Paryż-Roubaix, Liège-Bastogne-Liège i Giro di Lombardia.
Organizatorem wyścigu jest włoski dziennik La Gazzetta dello Sport. Inauguracja miała miejsce w 1907 roku, a pierwszym zwycięzcą został Francuz Lucien Petit-Breton. Od 2005 roku decyzją UCI wyścig został włączony do cyklu ProTour. Jest to najdłuższy wyścig klasyczny rozgrywany obecnie.
Najwięcej zwycięstw w wyścigu – siedem – odniósł Belg Eddy Merckx (1966–1967, 1969, 1971–1972, 1975–1976).
Dwukrotnie w czołowej dziesiątce wyścigu był Zbigniew Spruch (3. w 1999 i 4. w 2000 roku), w 2017 zwycięzcą został Michał Kwiatkowski.

## Zwycięzcy
Opracowano na podstawie:
| Rok  | Pierwsze             | Drugie               | Trzecie              |
| ---- | -------------------- | -------------------- | -------------------- |
| 1907 | Lucien Petit-Breton  | Gustave Garrigou     | Giovanni Gerbi       |
| 1908 | Cyrille van Hauwaert | Luigi Ganna          | André Pottier        |
| 1909 | Luigi Ganna          | Émile Georget        | Giovanni Cuniolo     |
| 1910 | Eugène Christophe    | Giovanni Cocchi      | Giovanni Marchese    |
| 1911 | Gustave Garrigou     | Louis Trousselier    | Luigi Ganna          |
| 1912 | Henri Pélissier      | Gustave Garrigou     | Jules Masselis       |
| 1913 | Odile Defraye        | Louis Mottiat        | Ezio Corlaita        |
| 1914 | Ugo Agostoni         | Carlo Galetti        | Charles Crupelandt   |
| 1915 | Ezio Corlaita        | Luigi Lucotti        | Angelo Gremo         |
| 1917 | Gaetano Belloni      | Costante Girardengo  | Angelo Gremo         |
| 1918 | Costante Girardengo  | Gaetano Belloni      | Ugo Agostoni         |
| 1919 | Angelo Gremo         | Costante Girardengo  | Giuseppe Olivieri    |
| 1920 | Gaetano Belloni      | Henri Pélissier      | Costante Girardengo  |
| 1921 | Costante Girardengo  | Giovanni Brunero     | Giuseppe Azzini      |
| 1922 | Giovanni Brunero     | Costante Girardengo  | Bartolomeo Aimo      |
| 1923 | Costante Girardengo  | Gaetano Belloni      | Giuseppe Azzini      |
| 1924 | Pietro Linari        | Gaetano Belloni      | Costante Girardengo  |
| 1925 | Costante Girardengo  | Giovanni Brunero     | Pietro Linari        |
| 1926 | Costante Girardengo  | Nello Ciaccheri      | Egidio Picchiottino  |
| 1927 | Pietro Chesi         | Alfredo Binda        | Domenico Piemontesi  |
| 1928 | Costante Girardengo  | Alfredo Binda        | Giovanni Brunero     |
| 1929 | Alfredo Binda        | Leonida Frascarelli  | Pio Caimmi           |
| 1930 | Michele Mara         | Pio Caimmi           | Domenico Piemontesi  |
| 1931 | Alfredo Binda        | Learco Guerra        | Domenico Piemontesi  |
| 1932 | Alfredo Bovet        | Alfredo Binda        | Michele Mara         |
| 1933 | Learco Guerra        | Alfredo Bovet        | Pietro Rimoldi       |
| 1934 | Jef Demuysere        | Giovanni Cazzulani   | Francesco Camusso    |
| 1935 | Giuseppe Olmo        | Learco Guerra        | Mario Cipriani       |
| 1936 | Angelo Varetto       | Carlo Romanatti      | Olimpio Bizzi        |
| 1937 | Cesare Del Cancia    | Pierino Favalli      | Marco Cimatti        |
| 1938 | Giuseppe Olmo        | Pierino Favalli      | Alfredo Bovet        |
| 1939 | Gino Bartali         | Aldo Bini            | Osvaldo Bailo        |
| 1940 | Gino Bartali         | Pietro Rimoldi       | Aldo Bini            |
| 1941 | Pierino Favalli      | Mario Ricci          | Pietro Chiappini     |
| 1942 | Adolfo Leoni         | Antonio Bevilacqua   | Pierino Favalli      |
| 1943 | Cino Cinelli         | Glauco Servadei      | Quirino Toccacelli   |
| 1946 | Fausto Coppi         | Lucien Teisseire     | Mario Ricci          |
| 1947 | Gino Bartali         | Ezio Cecchi          | Sergio Maggini       |
| 1948 | Fausto Coppi         | Vittorio Rossello    | Fermo Camellini      |
| 1949 | Fausto Coppi         | Vito Ortelli         | Fiorenzo Magni       |
| 1950 | Gino Bartali         | Nedo Logli           | Oreste Conte         |
| 1951 | Louison Bobet        | Pierre Barbotin      | Loretto Petrucci     |
| 1952 | Loretto Petrucci     | Giuseppe Minardi     | Serge Blusson        |
| 1953 | Loretto Petrucci     | Giuseppe Minardi     | Valère Ollivier      |
| 1954 | Rik Van Steenbergen  | Francis Anastasi     | Giuseppe Favero      |
| 1955 | Germain Derycke      | Bernard Gauthier     | Jean Bobet           |
| 1956 | Fred De Bruyne       | Fiorenzo Magni       | Jef Planckaert       |
| 1957 | Miguel Poblet        | Fred De Bruyne       | Brian Robinson       |
| 1958 | Rik Van Looy         | Miguel Poblet        | André Darrigade      |
| 1959 | Miguel Poblet        | Rik Van Steenbergen  | Leon Vandaele        |
| 1960 | René Privat          | Jean Graczyk         | Yvo Molenaers        |
| 1961 | Raymond Poulidor     | Rik Van Looy         | Rino Benedetti       |
| 1962 | Emile Daems          | Yvo Molenaers        | Louis Proost         |
| 1963 | Joseph Groussard     | Rolf Wolfshohl       | Willy Schroeders     |
| 1964 | Tom Simpson          | Raymond Poulidor     | Willy Bocklant       |
| 1965 | Arie den Hartog      | Vittorio Adorni      | Franco Balmamion     |
| 1966 | Eddy Merckx          | Adriano Durante      | Herman Van Springel  |
| 1967 | Eddy Merckx          | Gianni Motta         | Franco Bitossi       |
| 1968 | Rudi Altig           | Charly Grosskost     | Adriano Durante      |
| 1969 | Eddy Merckx          | Roger De Vlaeminck   | Marino Basso         |
| 1970 | Michele Dancelli     | Gerben Karstens      | Eric Leman           |
| 1971 | Eddy Merckx          | Felice Gimondi       | Gösta Pettersson     |
| 1972 | Eddy Merckx          | Gianni Motta         | Marino Basso         |
| 1973 | Roger De Vlaeminck   | Wilmo Francioni      | Felice Gimondi       |
| 1974 | Felice Gimondi       | Eric Leman           | Roger De Vlaeminck   |
| 1975 | Eddy Merckx          | Francesco Moser      | Guy Sibille          |
| 1976 | Eddy Merckx          | Wladimiro Panizza    | Michel Laurent       |
| 1977 | Jan Raas             | Roger De Vlaeminck   | Wilfried Wesemael    |
| 1978 | Roger De Vlaeminck   | Giuseppe Saronni     | Alessio Antonini     |
| 1979 | Roger De Vlaeminck   | Giuseppe Saronni     | Knut Knudsen         |
| 1980 | Pierino Gavazzi      | Giuseppe Saronni     | Jan Raas             |
| 1981 | Alfons De Wolf       | Roger De Vlaeminck   | Jacques Bossis       |
| 1982 | Marc Gomez           | Alain Bondue         | Moreno Argentin      |
| 1983 | Giuseppe Saronni     | Guido Bontempi       | Jan Raas             |
| 1984 | Francesco Moser      | Sean Kelly           | Eric Vanderaerden    |
| 1985 | Hennie Kuiper        | Teun van Vliet       | Silvano Riccò        |
| 1986 | Sean Kelly           | Greg LeMond          | Mario Beccia         |
| 1987 | Erich Mächler        | Eric Vanderaerden    | Guido Bontempi       |
| 1988 | Laurent Fignon       | Maurizio Fondriest   | Steven Rooks         |
| 1989 | Laurent Fignon       | Frans Maassen        | Adriano Baffi        |
| 1990 | Gianni Bugno         | Rolf Gölz            | Gilles Delion        |
| 1991 | Claudio Chiappucci   | Rolf Sørensen        | Eric Vanderaerden    |
| 1992 | Sean Kelly           | Moreno Argentin      | Johan Museeuw        |
| 1993 | Maurizio Fondriest   | Luca Gelfi           | Maximilian Sciandri  |
| 1994 | Giorgio Furlan       | Mario Cipollini      | Adriano Baffi        |
| 1995 | Laurent Jalabert     | Maurizio Fondriest   | Stefano Zanini       |
| 1996 | Gabriele Colombo     | Ołeksandr Honczenkow | Michele Coppolillo   |
| 1997 | Erik Zabel           | Alberto Elli         | Biagio Conte         |
| 1998 | Erik Zabel           | Emmanuel Magnien     | Frédéric Moncassin   |
| 1999 | Andrei Tchmil        | Erik Zabel           | Zbigniew Spruch      |
| 2000 | Erik Zabel           | Fabio Baldato        | Óscar Freire         |
| 2001 | Erik Zabel           | Mario Cipollini      | Romāns Vainšteins    |
| 2002 | Mario Cipollini      | Fred Rodriguez       | Markus Zberg         |
| 2003 | Paolo Bettini        | Mirko Celestino      | Luca Paolini         |
| 2004 | Óscar Freire         | Erik Zabel           | Stuart O’Grady       |
| 2005 | Alessandro Petacchi  | Danilo Hondo         | Thor Hushovd         |
| 2006 | Filippo Pozzato      | Alessandro Petacchi  | Luca Paolini         |
| 2007 | Óscar Freire         | Allan Davis          | Tom Boonen           |
| 2008 | Fabian Cancellara    | Filippo Pozzato      | Philippe Gilbert     |
| 2009 | Mark Cavendish       | Heinrich Haussler    | Thor Hushovd         |
| 2010 | Óscar Freire         | Tom Boonen           | Alessandro Petacchi  |
| 2011 | Matthew Goss         | Fabian Cancellara    | Philippe Gilbert     |
| 2012 | Simon Gerrans        | Fabian Cancellara    | Vincenzo Nibali      |
| 2013 | Gerald Ciolek        | Peter Sagan          | Fabian Cancellara    |
| 2014 | Alexander Kristoff   | Fabian Cancellara    | Ben Swift            |
| 2015 | John Degenkolb       | Alexander Kristoff   | Michael Matthews     |
| 2016 | Arnaud Démare        | Ben Swift            | Jürgen Roelandts     |
| 2017 | Michał Kwiatkowski   | Peter Sagan          | Julian Alaphilippe   |
| 2018 | Vincenzo Nibali      | Caleb Ewan           | Arnaud Démare        |
| 2019 | Julian Alaphilippe   | Oliver Naesen        | Michał Kwiatkowski   |
| 2020 | Wout van Aert        | Julian Alaphilippe   | Michael Matthews     |
| 2021 | Jasper Stuyven       | Caleb Ewan           | Wout van Aert        |
| 2022 | Matej Mohorič        | Anthony Turgis       | Mathieu van der Poel |
| 2023 | Mathieu van der Poel | Filippo Ganna        | Wout van Aert        |
| 2024 | Jasper Philipsen     | Michael Matthews     | Tadej Pogačar        |
| 2025 | Mathieu van der Poel | Filippo Ganna        | Tadej Pogačar        |

## Polacy w Mediolan-San Remo
1990
57. Zenon Jaskuła
1991
44. Marek Szerszyński     
92. Zenon Jaskuła
1992
37. Zbigniew Spruch
73. Jacek Bodyk
110. Zenon Jaskuła
113. Marek Szerszyński
1993
48. Zbigniew Spruch
1994
14. Zbigniew Spruch
74. Cezary Zamana
124. Andrzej Sypytkowski   
1995
23. Zbigniew Spruch
1996
96. Zenon Jaskuła
113. Zbigniew Spruch
1997
63. Zbigniew Spruch
1999
3. Zbigniew Spruch
2000
4. Zbigniew Spruch
87. Dariusz Baranowski
144. Tomasz Brożyna
2001
142. Piotr Wadecki
2002
97. Dariusz Baranowski
98. Tomasz Brożyna
99. Zbigniew Spruch
2003
59. Zbigniew Spruch
2007
128. Michał Gołaś
2008
66. Przemysław Niemiec
146. Krzysztof Szczawiński
2010
DNF Bartosz Huzarski
2012
DNF Maciej Bodnar
2013
DNF Maciej Bodnar
DNF Michał Kwiatkowski
2014
DNF Maciej Bodnar
DNF Michał Kwiatkowski
2015
22. Maciej Paterski
67. Michał Kwiatkowski
86. Michał Gołaś
88. Bartłomiej Matysiak
98. Bartosz Huzarski
125. Maciej Bodnar
134. Adrian Kurek
150. Jarosław Marycz
153. Tomasz Kiendyś
2016
40. Michał Kwiatkowski
106. Bartłomiej Matysiak
109. Jarosław Marycz
118. Maciej Bodnar
170. Adrian Honkisz
173. Adrian Kurek
2017
1. Michał Kwiatkowski
64. Łukasz Wiśniowski
74. Maciej Bodnar
122. Tomasz Marczyński
2018
11. Michał Kwiatkowski
110. Maciej Bodnar
DNF Łukasz Wiśniowski
2019
3. Michał Kwiatkowski
86. Łukasz Wiśniowski
94. Tomasz Marczyński
145. Michał Gołaś
DNF Maciej Bodnar
2020
15. Michał Kwiatkowski
2021
17. Michał Kwiatkowski
58. Łukasz Wiśniowski
141. Maciej Bodnar
2022
16. Michał Kwiatkowski
54. Cesare Benedetti
129. Szymon Sajnok
146. Maciej Bodnar